# Araucarites
Araucarites — це вимерлий рід хвойних дерев, який використовується для позначення жіночих хвойних шишок, схожих на шишки родини Araucariaceae. Види, віднесені до роду, жили в період від пермського періоду до еоцену і були знайдені по всьому світу.

## Види
A. aquiensis
A. cutchensis
A. goepperti
A. ooliticum
A. pachacuteci
A. selseyensis